# Edward Wieczorkiewicz

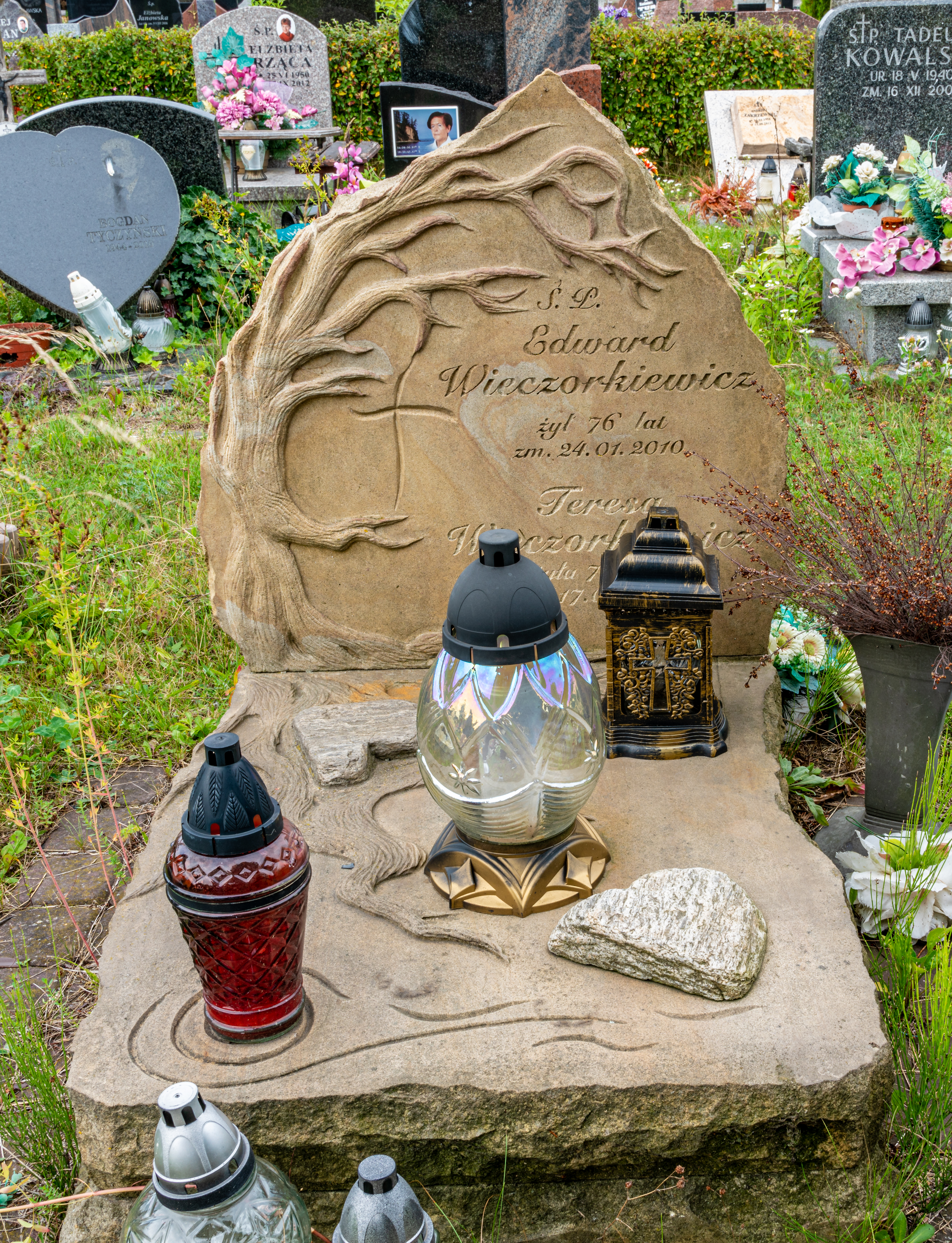
Grób Edwarda Wieczorkiewicza na cmentarzu Komunalnym Północnym w Warszawie

Edward Wieczorkiewicz (ur. 15 kwietnia 1933 w Dzierzbinie, zm. 24 stycznia 2010 w Warszawie) – polski aktor teatralny.
W 1955 ukończył gimnazjum w Kaliszu, planował studiować medycynę, ale statystując w teatrze zmienił plany i rozpoczął studia w łódzkiej Państwowej Wyższej Szkole Teatralnej. Trzy lata później ukończył studia na Wydziale Aktorskim i przez jeden sezon występował w Teatrze Powszechnym w Łodzi, grał w sztukach reżyserowanych przez Emila Chaberskiego, który wcześniej był jego wykładowcą. Gdy Emil Chaberski objął stanowisko dyrektora Teatru Klasycznego w Warszawie zachęcił Edwarda Wieczorkiewicza, aby również przeniósł się do stolicy. Na deskach tego teatru występował do 1966, zrezygnował wówczas z gry aktorskiej i został kierownikiem artystycznym Zespołu Estradowego Wojsk Lotniczych "Eskadra", równocześnie był konferansjerem, piosenkarzem i odtwórcą ról kabaretowych. W 1982 związał się z Centralnym Zespołem Artystycznym Wojska Polskiego, gdzie przez dwa lata był solistą i konferansjerem. Przez wiele lat równolegle był lektorem, aktorem w teatrze radiowym oraz dubbingował filmy fabularne i seriale telewizyjne. 
Spoczywa na Cmentarzu Komunalnym Północnym w Warszawie (kw. S-X-4-11-22).